# Jože Lazar
Jože Lazar, slovenski botanik, * 6. april 1903, Lokve pri Dobrniču, † 17. december 1975, Ljubljana.
Lazar je leta 1931 diplomiral na ljubljanski Filozofski fakulteti. Spodbudo za svoje kasnejše glavno raziskovalno delo je dobil med dveletnim študijem na Karlovi univerzi v Pragi. Po vrnitvi iz Prage je leta 1933 postal asistent v Botaničnem vrtu v Ljubljani in bil od 1946 do upokojitve 1967 njegov upravnik. V času njegovega vodstva, se je botanični vrt bistveno povečal in dobil prvi rastlinjak. Ob 150-letnici je uredil spominski zbornik in v njem prikazal zgodovino ustanove.
Lazar je od leta 1946 do 1967 je na Biotehniški fakulteti predaval sistematiko nižjih rastlin. Lazar je svoje raziskovalno delo skoraj izključno posvetil samo algam in bil prvi slovenski algeolog. V številnih člankih je bistveno obogatil vednost o flori sladkovodnih alg v Sloveniji in to floro prikazal v dveh zbranih delih: Alge Slovenije (1960) in Razširjenost sladkovodnih alg v Sloveniji (1975).